# Calamorhabdium acuticeps
Calamorhabdium acuticeps — вид змій родини полозових (Colubridae). Ендемік Індонезії.

## Поширення і екологія
Calamorhabdium acuticeps відомі за типовим зразком, зібраним на горі Іле-Іле на півострові Мінагаса, на півночі острова Сулавесі, на висоті 1700 м над рівнем моря.